# Heliocypha fenestrata
Heliocypha fenestrata là loài chuồn chuồn trong họ Chlorocyphidae. Loài này được Burmeister mô tả khoa học đầu tiên năm 1839.